# Баталова воденица
„Баталова воденица“ е квартал на стара София. Първоначално така се нарича местност покрай едно отклонение на Владайската река с воденици. По времето на Балканската и Междусъюзническата война там започват да се появяват къщички, а след края на Първата световна война населението бързо се увеличава главно с бежанци от Македония и Западните покрайнини, но и с бедни преселници от Трънско и Северна България. След 1961 г. започва бутане на старите къщи и изграждане на многоетажни блокове от панели и пълзящ кофраж. През 1971 г. кварталът е преименуван на жк „Сердика“.

## Название
Още преди Освобождението на България от Владайската река се отделя една воденична вада. Тя започва под местността Лагера, минава през местността, където ще се развие квартал „Баталова воденица“, след това през днешния площад „Възраждане“ и по ул. „Драгоман“ (днес бул. „Стефан Стамболов“) се втича отново във Владайската река над Лъвов мост.
Името на местността е свързано със сопотчанина Добри Батолов или Баталов, който след Освобождението идва в София, извикан от Петко Каравелов. През 1890 г. напуска държавната служба, става адвокат и освен това се заема с търговия и изграждане на воденици. Повечето от водениците по вадата от Владайската река са собственост на фамилията му. Около тях има ливади, градини и блата, които по градоустройствения план на София от 1910 г. са отчуждени и унищожени, бентът на реката е премахнат и тя се прибира в коритото си, а вадата пресъхва.

## Заселване и развитие
Първоначалното заселването на местността е стихийно, с малки паянтови дървени къщички. Няма осветление, вода и канализация. Пътната връзка с града е прекъсната по време на Първата световна война от Министерството на войната, което заповядва да се разорат общинските ливади между Баталова воденица и площад „Възраждане“ и на тяхното място да се създадат зеленчукови градини. След протестите на жителите е предложено прокарване на нов път по Владейската река.
„Баталова воденица“ е включена официално в рамките на град София на 4 февруари 1926 г. с царски указ, с който  се „одобрява според червените черти общият проект за регулация на улиците, площадите и на местата с обща употреба в местността Баталова воденица, гр. София“. В общинския регистър е вписана съществуващата улична мрежа и се пристъпва към окончателно узаконяване на постройките.
Кварталът фигурира в градоустройствените общински планове като правоъгълник. На запад той опира до десния бряг на реката, на юг и югоизток се ограничава от Софийската околовръстна жп линия. Единственият квартал, с който „Баталова воденица“ граничи, е „Еврейският герен“, който също се оформя след войните (1912 – 1918) на ниското място между гара „Сердика“, бул. „Княгиня Клементина“ и Владайската река. Улицата, разделяща двата квартала, според някои изследователи е „Камен Андреев“, а според други „Партений Нишавски“ или може би някъде между тях.

## Население
Населението на квартала е предимно от бедни хора. Жителите му са хора на наемния труд, няма почти никакви чиновници или средни търговци. Преобладаващата част са българите, източноправославни. Въпреки че големите цигански общности са извън квартала, в него също има циганински къщи – край Владайската река близо до моста за „Красна поляна“. В квартала има и малко на брой евреи.

## Институции
На 11 септември 1927 г. група младежи свикват общомахленско събрание, на което се учредява читалище. Наричат го  „Д-р Петър Берон“ – квартал  „Баталова воденица – София“ (по това време в София има още две читалища, наречени на името на Петър Берон). През 1935 г. в квартала е открито училище, „Васил Друмев“.
В „Баталова воденица“ никога не е построена църковна сграда, жителите посещават близката църква „Св. св. Петър и Павел“.
Голямо удобство за живеещите в квартала е откритата през 1931 г. първа квартална баня в София, намираща се съвсем наблизо, в квартал „Три кладенци“.

## Известни личности
- Свилен Русев (1914 – 1944), живял в квартала от 1924 г.
- Никола Василев (1932 – 2009), оперен певец
- Наста Павлова (1869 – 1947), преселила се от Крушево
- Илия Ризов, изявен танцьор от ансамбъл Филип Кутев, създател на танцовия състав на Народно читалище Аура, загинал при самолетната катастрофа на 21 декември 1971 г. на летище София.

## Други
На квартала „Баталова воденица“ през 1926 г. е наречена улица, която през 1950 г. е преименувана на „Темелко Ненков“, комунистически деец.